# A14 (Italië)
De Autostrada Adriatica (A14) is een Italiaanse snelweg die loopt van de stad Bologna tot aan Taranto helemaal in het zuiden van Italië. Deze snelweg wordt ook wel de Adriatische Zeekust-route genoemd. De weg komt onder andere langs de steden: Forlì, Rimini, Ancona, Pescara, Foggia en Bari.
Op deze autosnelweg wordt tol geheven.

## A14 Ramo Casalecchio
De A14 Ramo Casalecchio is een 5,5km lange zijtak van de A14 die tussen de A1 en de A14 bij Bologna ligt.